# Eliana Pittman
Eliana Leite da Silva, mais conhecida como Eliana Pittman (Rio de Janeiro, 14 de agosto de 1945), é uma cantora e atriz brasileira.

## Biografia

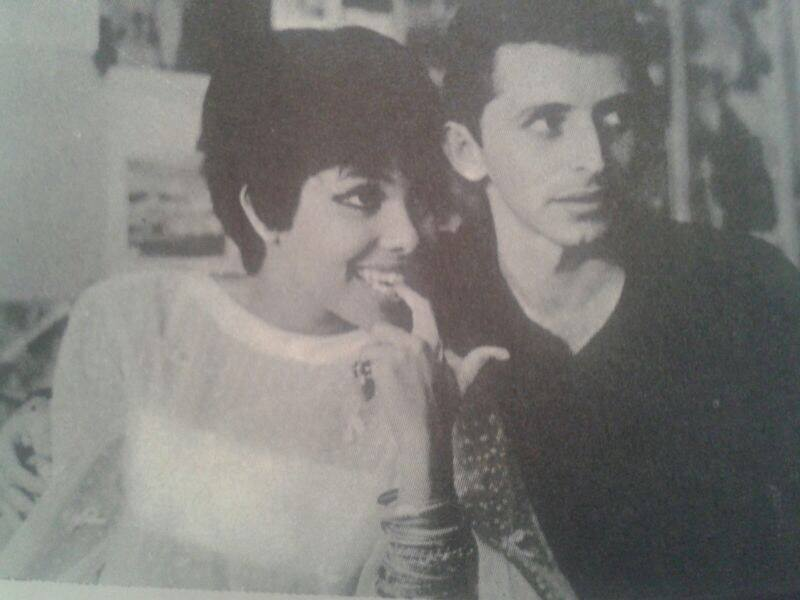
Eliana Pittman e Geraldo Azevedo, na época seu violonista em 1966

Iniciou sua carreira em 1961, ao lado do saxofonista norte-americano Booker Pittman, seu padrasto, cantando standards do jazz e da bossa nova em boates no Rio de Janeiro. O avô de seu padrasto foi Booker T. Washington, fundador do conceituado Tuskegee Institute, a primeira universidade para negros nos Estados Unidos.
Fez shows no Brasil e no exterior e na década de 1970 emplacou vários sucessos, como Das Duzentas para Lá, Abandono (canção lançada por Eliana em 1974 e que Roberto Carlos regravou em 1979), Sinhá Pureza e Mistura de Carimbó. Pelo sucesso das últimas duas canções, recebeu o título de "Rainha do Carimbó". 
No final dos anos 60, Geraldo Azevedo veio do Nordeste para o Rio a convite de Eliana para acompanhá-la no show "Positivamente Eliana", e logo se tornou um dos maiores nomes da música brasileira.
Dona de um grande ecletismo musical e um notório virtuosismo vocal, Eliana se apresentou em muitos países do mundo (França, Alemanha, Suécia, Espanha, Itália, Portugal, Venezuela, México e Estados Unidos), tendo se apresentado, por exemplo, na lendária casa de shows Olympia em Paris e no programa do comediante Jerry Lewis. Também se apresentou ao lado do lendário showman Sammy Davis Jr.
Além de cantora, é professora de música numa escola do Rio de Janeiro.
Em 2007, Eliana foi convidada por Charles Möeller e Claudio Botelho para atuar no musical "7", com texto de Möeller e trilha original de Botelho e Ed Motta. Ela dividia a cena com Alessandra Maestrini, Ida Gomes, Rogéria e Zezé Motta. O espetáculo estreou em 1º de setembro de 2007, no Teatro João Caetano (RJ) e foi um dos grandes vencedores do Prêmio Shell e do Prêmio APTR. O enorme sucesso da temporada fez o espetáculo reestrear em 27 setembro de 2008  no Teatro Carlos Gomes, também no Rio. Em 17 de abril de 2009, o espetáculo estreou em São Paulo, no Teatro Sérgio Cardoso, também com grande sucesso.
Após um hiato de 17 anos longe dos estúdios, foi anunciado em março 2019 que Eliana gravaria um novo disco, chamado "Hoje, Ontem e Sempre", produzido por Thiago Marques Luiz. O disco contém canções como Preciso Me Encontrar (Candeia), Drão (Gilberto Gil) e Onde Estará o Meu Amor (Chico César), todas inéditas na voz de Eliana e tem previsão de lançamento para maio.
Em 2020 foi lançado o disco "As Divas do Sambalanço", dedicado exclusivamente ao gênero, em que Eliana divide as interpretações com Claudette Soares e Doris Monteiro.
Foi uma das atrações musicais da cerimônia de entrega do Prêmio Sim à Igualdade Racial 2023, ao lado de BK', MC Soffia, Linn da Quebrada, Kaê Guajajara e Liniker.

## Trabalhos
Televisão e Streaming
| Ano  | Título               | Personagem              | Notas                  |
| ---- | -------------------- | ----------------------- | ---------------------- |
| 2022 | Sob Pressão          | Muriel                  | Episódio 8             |
| 2022 | A Sogra que te Pariu | Clarice                 |                        |
| 2020 | Coisa mais linda     | Elza Ferreira           | 4 episódios            |
| 2013 | Sangue Bom           | Francisca Fiapo "Chica" |                        |
| 2010 | Tempos Modernos      | Miranda                 |                        |
| 2009 | Preamar              | Da Guia                 | Episódio: "O Mergulho" |
| 2005 | América              | Rainha do Forró         |                        |
| 1995 | Malhação             | Begaiane                |                        |

Filmes
| Ano  | Título                 | Personagem |
| ---- | ---------------------- | ---------- |
| 1987 | Jubiabá                |            |
| 1977 | A Menor Violentada     | Lena       |
| 1971 | Die Lester-Wilson-Show |            |
| 1971 | The Sandpit Generals   | Dalvah     |
| 1970 | Der Goldene Schuß      | Cantora    |

## Discografia
| Álbum                       | Ano  | Gravadora    |
| --------------------------- | ---- | ------------ |
| Eliana e Booker Pittman     | 1962 | Mocambo      |
| News from Brazil Bossa Nova | 1963 | Polydor      |
| É Preciso Cantar            | 1966 | Copacabana   |
| Estrela é Lua Nova          | 1969 | RGE          |
| Eliana Pittman              | 1971 | Odeon        |
| Eliana Pittman              | 1972 | Odeon        |
| Tô Chegando, Já Cheguei     | 1974 | RCA Victor   |
| Pra Sempre                  | 1976 | RCA Victor   |
| Quem Vai Querer             | 1977 | RCA Victor   |
| Minha Melhor Melodia        | 1978 | RCA Victor   |
| Sentimento do Brasil        | 1992 | Line Records |
| Minhas Novas Influências    | 2002 | Independente |
| Hoje, Ontem e Sempre        | 2019 | Nova Estação |
| As Canções de Elizeth       | 2021 | Nova Estação |

| Álbum                   | Ano   | Gravadora   |
| ----------------------- | ----- | ----------- |
| Eliana Ao Vivo          | 1968  | Copacabana  |
| Positivamente Eliana    | 1968  | Rozenblit   |
| Ao Vivo na Boate 73     | 2018* | Discobertas |
| As Divas do Sambalanço* | 2020  | Discobertas |

* Gravação feita em 1966.
* Gravado com Claudette Soares e Doris Monteiro.

## Shows
| Show | Data  | Local                                                         |
| --- | ----- | ------------------------------------------------------------- |
| Participação no Musical Vozes Negras | 19/05 | Teatro Prudential (Rio de Janeiro)                            |
| As Divas do Sambalanço (com Claudette Soares e Doris Monteiro)                                                                                | 28/06 | Teatro Riachuelo Rio (Rio de Janeiro)                         |
| Do Samba Ao Carimbó | 02/07 | Teatro Flávio Império (São Paulo)                             |
| Do Samba Ao Carimbó | 21/07 | Casa de Cultura Tremembé (São Paulo)                          |
| Participação no Musical Vozes Negras | 30/07 | Teatro Sérgio Cardoso (São Paulo)                             |
| Do Samba Ao Carimbó | 06/08 | Casa de Cultura São Miguel (São Paulo)                        |
| As Divas do Sambalanço (com Claudette Soares e Doris Monteiro)                                                                                | 10/08 | Sesc Pompeia (São Paulo)                                      |
| As Divas do Sambalanço (com Claudette Soares e Doris Monteiro)                                                                                | 11/08 | Sesc Pompeia (São Paulo)                                      |
| Do Samba Ao Carimbó | 19/08 | Casa de Cultura Julio Guerra (São Paulo)                      |
| Do Samba Ao Carimbó | 23/08 | Club Athletico Paulistano (São Paulo)                         |
| Mulheres Centenárias (com Ayrton Montarroyos, Claudette Soares, Cida Moreira, Graça Braga, Altemar Dutra Jr., Markinhos Moura e Márcio Gomes) | 01/09 | Sala Pascoal Carlos Magno - Teatro Sérgio Cardoso (São Paulo) |
| Mulheres Centenárias (com Ayrton Montarroyos, Claudette Soares, Cida Moreira, Graça Braga, Altemar Dutra Jr., Markinhos Moura e Márcio Gomes) | 02/09 | Sala Pascoal Carlos Magno - Teatro Sérgio Cardoso (São Paulo) |
| Do Samba Ao Carimbó | 28/10 | Sesc Sorocaba (Sorocaba)                                      |
| Eliana Pittman & Victor Biglione | 10/11 | Teatro Brigitte Blair (Rio de Janeiro)                        |